# Markarjanovy galaxie

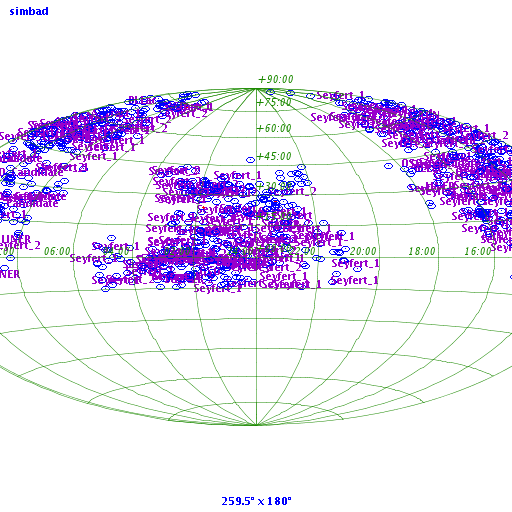
Graf oblohy ukazující umístění Markarjanových galaxií. Bílý pás je naše Mléčná dráha.

Markarjanovy galaxie jsou třída galaxií, které mají jádra s nadměrným množství ultrafialových emisí ve srovnání s jinými galaxiemi. Benjamin Markarjan upozornil na tento typ galaxií v roce 1963. Jádra galaxií mají modré barvy, spojené s hvězdami tříd A až F. Modré jádro neodpovídá zbytku galaxie. Spektra v detailu mají tendenci ukázat kontinuum, o kterém Markarjan předpokládal, že musí být vyrobeno netepelně. Většina z nich má emisní čáry a vyznačují se vysoce aktivní činnosti.
Záznamy Markarjanova katalogu jsou ve tvaru "Markarjan ####", a často mohou být použíty zkratky, Mrk, Mkr, Mkn; zřídka také Ma, Mk, Mark.

## Historie
V roce 1964 se Markarjan rozhodl hledat tento druh galaxií.
První Byurakan Survey zahájil v roce 1965 pomocí Schmidtova teleskopu v Byurakan Astrophysical Observatory. Dalekohled používá 132 cm zrcadlo a 102 cm opravnou desku. Ve své době šlo o největší dalekohled s plnou clonou objektivu hranolu. Cílem průzkumu bylo najít galaxie s přebytkem UV záření. Použitá optika byla upravena pro modro fialovou. Hranoly měly nízký rozptyl 180 nm/mm, aby nedošlo k šíření spektra galaktického jádra příliš mnoho a nepletlo se to s jinými objekty. To umožnilo klasifikaci galaxií s magnitudou do 17.5. Sedmdesát galaxií s UV-kontinuem se objevilo na seznamech, a termín "Markarjanova galaxie" se začal používat. Další dva seznamy přinesly řadu galaxií (302 v roce 1969). FBS pokračovalo v pozorováních až do roku 1978 s plným spektrálním průzkumem ve vysokých galaktických šířkách. V roce 1980 došlo k dokončení analýzy desek a vybírání zahrnutých. Dalších dvanáct dokumentů s objekty z Prvního Byurakanova Průzkumu přineslo seznam až 1500 galaxií.
Seznam s názvem "První Byurakanův Průzkum" se dostal do oběhu v roce 1986, včetně původních 1500 galaxií a 32 doplňků číslováných od 9001 do 9032. V roce 1989 byl zveřejněn rozšířený seznam čítající až 1515 položek.
V roce 2005 proběhl "Druhý Byurakanův Průzkumu" (SBS, SBSSS, BSS, MrkII, Markarjan II), kdy bylo provedeno rozšíření MrkI přehlídky na slabší objekty a tvorba katalogu 3563 objektů, 1863 galaxií (SBSG) a 1700 hvězd (SBSS). 761 galaxií je AGN (155 Seyfertovy galaxie, 596 kvasary, 10 blazary).

## Vlastnosti
Katalogy galaxií zahrnují jméno, souřadnice, spektrální typ, viditelnou velikost a morfologický typ galaxie. Vlastní označení pro galaktické jádro je s pro hvězdě podobné, nebo d pro difúzní, s hybridními typy ds nebo sd. Číslice 1, 2 nebo 3 uvádějí silné, střední nebo slabé UV záření. A písmeno "e" je připojena, pokud jsou emisní čáry zřejmé. Jedenáct galaxií mělo modré hvězdy v popředí vytvářející ultrafialové přebytek, takže tyto galaxie nepatřily opravdu do této třídy. Dalším problémem jsou duplicitní položky, kde Mrk 107 je Mrk 20, Mrk 1318 je Mrk 49, a Mrk 890 je Mrk 503.
Různé objekty v tomto katalogu zahrnují Seyfertovy galaxie, starburst galaxie, H II oblastí, aktivní galaktická jádra, BL Lac objekty a kvasary. Některé objekty jsou ve skutečnosti obří svítící oblasti ionizovaného vodíku v galaxii, včetně Mrk 59, 71, 86b, 94, 256b, 404, 489b, 1039, 1236, 1315, a 1379a. Další galaxie mají černé díry vytryskávající horký plyn v energetických proudech. Mnohé jsou proměnné, ukazující jas pocházející z malé oblasti.